# Mỹ nhân Sài Thành
Mỹ nhân Sài Thành là một bộ phim truyền hình được thực hiện bởi Đài Truyền hình Việt Nam cùng Cát Tiên Sa do Lê Cung Bắc làm đạo diễn. Phim phát sóng vào lúc 20h45 thứ 2, 3, 4 hàng tuần bắt đầu từ ngày 7 tháng 5 năm 2018 và kết thúc vào ngày 28 tháng 8 năm 2018 trên kênh VTV1 và phát lại vào lúc 14h00 thứ 7, chủ nhật hàng tuần bắt đầu từ ngày 29 tháng 4 năm 2023 và kết thúc vào ngày 14 tháng 10 năm 2023 trên kênh VTV3.

## Nội dung
Mỹ nhân Sài Thành xoay quanh cuộc đời của ba mỹ nhân Sài Thành những năm 1950 - Bạch Trà (Dương Mỹ Linh), Hồng Trà (Khánh My) và Thanh Trà (Ngân Khánh). Ba cô gái tuy cùng tên nhưng có số phận khác nhau, mỗi người đều tự tìm cho mình một lựa chọn về công việc và cuộc sống, qua đó góp phần tái hiện một phần Sài Gòn thế kỷ 20 một cách chân thực, sinh động.

## Diễn viên
- Dương Mỹ Linh trong vai Bạch Trà[4]
- Khánh My trong vai Hồng Trà[4][5]
- Ngân Khánh trong vai Thanh Trà[4][6][7]
- Lý Hùng trong vai Bác sĩ Bách
- Lê Bình trong vai Lý Tắc
- Huỳnh Đông trong vai Mã Công Tử
- Khắc Cường trong vai Mã Công Thành
- Thành Được trong vai Thành
- Đình Hiếu trong vai Tư Bạc Liêu
- Toronto Thành trong vai Jacque
- Bryan David trong vai George
- Mai Sơn Lâm trong vai Luật sư Hữu
- Bích Hằng trong vai Bà Sương
- Thương Tín trong vai Ông Phong
- Hoài Thu trong vai Bà Ngọc
- Trần Tường trong vai Ông Lâm Thành
- Thu Trang trong vai Bà Thu Hương
- Nguyễn Hậu trong vai Ông Phú Cường
- Khánh Huyền trong vai Bà Thảo Vân
- Quốc Tân trong vai Thượng sĩ Thanh
- Trần Thúy Phượng trong vai Tuyết Lê
- Lê Vinh trong vai Ba Dũng
- Huỳnh Trường Thịnh trong vai Trung
- Robert Dũng trong vai Trung tá Andre
- Phương Mai trong vai Ngọc Lan
- Trường Thịnh trong vai Biên
- Sơn Thái trong vai Tư Kều
- Yu Dương trong vai Hồng Hoa
- Bùi Vũ Long trong vai Long
- Hồ Kim Chi trong vai Diễm Ngọc

Cùng một số diễn viên khác....

## Ca khúc trong phim
Bài hát trong phim là ca khúc "Tình phù du" do Phạm Hữu Tâm sáng tác và Cẩm Vân thể hiện.

## Sản xuất
Bộ phim được sản xuất vào năm 2014 nhưng phải đến năm 2018 mới chính thức lên sóng. Ban đầu phim dự kiến sẽ sản xuất 100 tập, nhưng được rút ngắn còn 49 tập. Diễn viên, Hoa hậu Thế giới người Việt 2010 Lưu Thị Diễm Hương đã bị cắt vai chính Thanh Trà giữa quá trình quay phim sau khi bị Cục Nghệ thuật biểu diễn cấm đóng phim và quảng cáo vì việc cô đã kết hôn vào năm 2011 nhưng vẫn đại diện Việt Nam tham gia cuộc thi Hoa hậu Hoàn vũ 2012, vai diễn này sau đó được thay thế bởi diễn viên Ngân Khánh. Đây cũng được coi là bộ phim cuối cùng của Lê Cung Bắc trước khi qua đời.